# Chiesa di San Lorenzino (Orco Feglino)
La chiesa di San Lorenzino è un luogo di culto cattolico situato nella frazione di Orco nel comune di Orco Feglino, in provincia di Savona. La chiesa rientra nel territorio della parrocchia di San Lorenzo di Orco, del vicariato di Finale Ligure, della diocesi di Savona-Noli.

## Storia

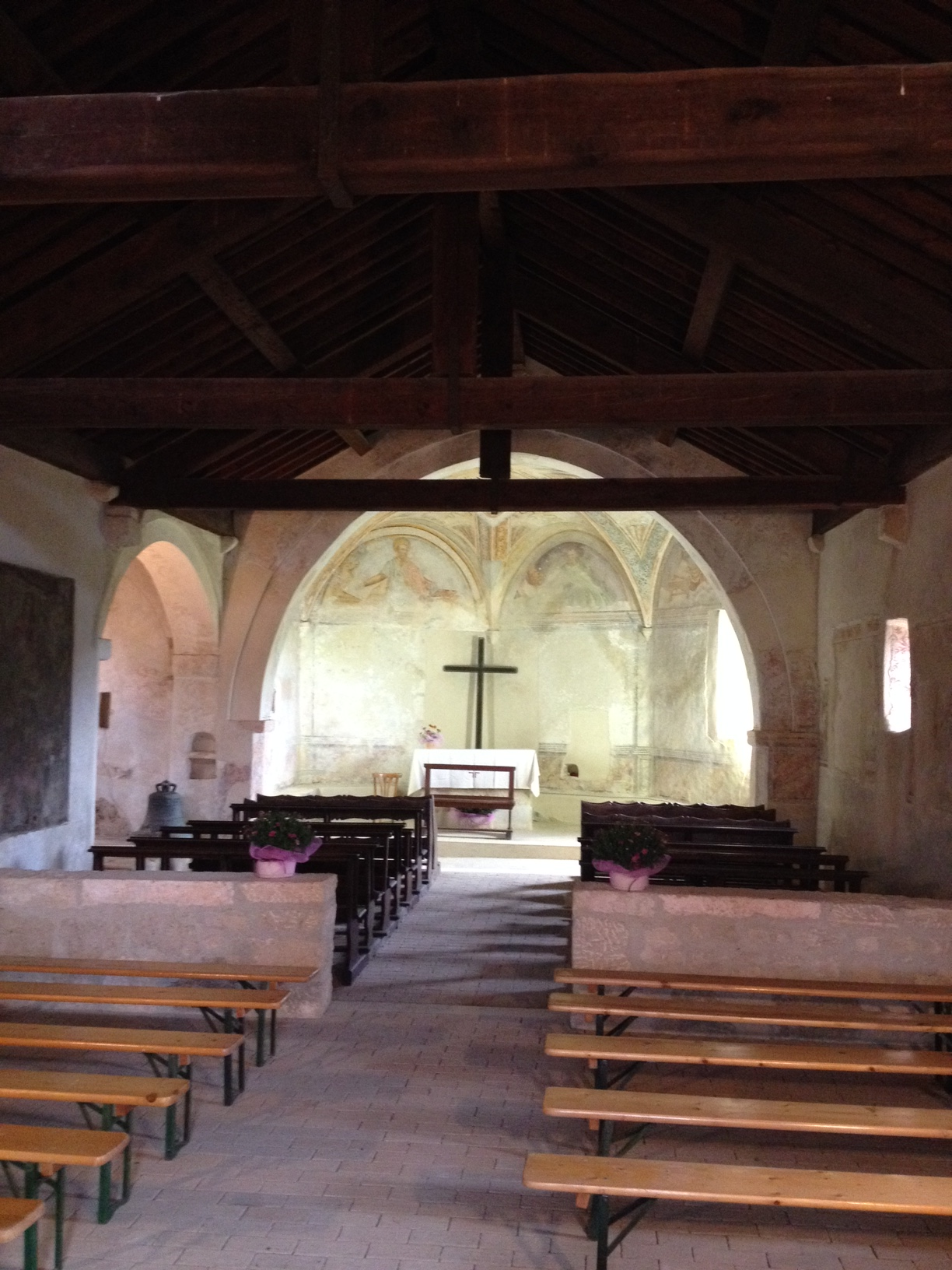
L'interno

L'edificio sorge in una zona che in passato ebbe importanza strategica e militare, a causa del passaggio delle vie di comunicazione tra la costa e l'entroterra. Ruderi di abitazioni che costituivano l'originario abitato di Orco, sorgono nelle vicinanze. Allo stesso modo, sono presenti a poche decine di metri i resti di un antico oratorio diroccato e del torrione del castello che dominava la valle dalla cima della collina su cui sorge la chiesa. 
Il primo edificio risaliva all'XI secolo o al XII secolo e viene citato per la prima volta in un documento del 1195. Su questo primo edificio, fu eretta nel Quattrocento l'attuale costruzione, per la quale furono riutilizzati materiali della prima chiesa. 

## Descrizione
La chiesa si presenta a navata unica con cappella laterale sinistra e presbiterio poligonale. Il soffitto è costituito da una volta in mattoni nel presbiterio, affrescata nel corso del Cinquecento, e da capriate in legno nell'aula. Quest'ultima è divisa in due ambienti da un muretto che corre perpendicolarmente tra le pareti laterali, il quale indica dove era stata eretta una facciata nel Seicento che aveva "dimezzato" la chiesa, dopo che il luogo aveva iniziato a perdere importanza a scapito della nuova borgata di Orco e della nuova chiesa parrocchiale.

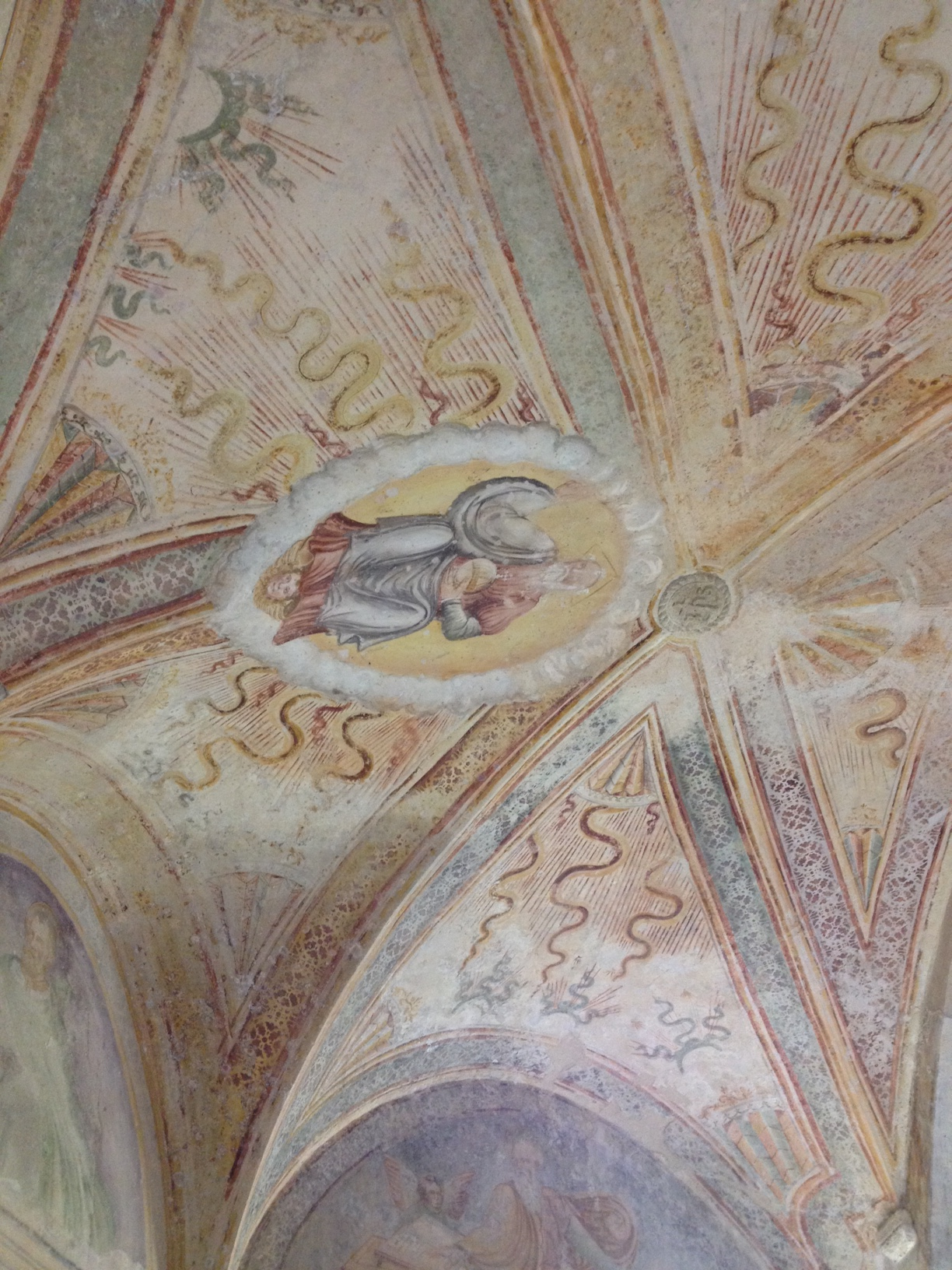
Affreschi della volta del presbiterio

Tracce di affreschi (forse risalenti al 1493) sono ancora presenti in alcuni punti dell'intonaco interno lungo i muri perimetrali. In facciata, sopra il portone di ingresso, la luce penetra attraverso un oculo sotto il quale si trova una seconda apertura cruciforme scolpita in un unico blocco di pietra, forse recuperato dalla primitiva chiesa romanica. Il campanile si trova addossato alla parete sinistra, come la sacrestia, e presenta due serie di bifore sovrapposte. Due porte si aprono inoltre sulla parte laterale destra e consentivano, un tempo, l'ingresso separato per uomini e donne.